# 北ローカル・スーパーボイド
北ローカル・スーパーボイド（きたローカル・スーパーボイド、英 Northern Local Supervoid）は、超空洞（ボイド）として知られている、銀河をほとんど含まない驚異的に大きい空虚な宇宙の領域の一つであり、局部超銀河団（Local supercluster ； おとめ座超銀河団の別名）、かみのけ座超銀河団（Coma supercluster）およびヘルクレス座超銀河団（Hercules supercluster）に囲まれた位置にある。少数の銀河と銀河団を含むが、それ以外はほとんど空虚な空間である。
このボイドの中心は地球から61メガパーセク（約2億光年）離れており、最短径は104メガパーセク（約3.4億光年）である
。

## 参考資料
1. ↑  Einasto, M (1994-07-15), “The Structure of the Universe Traced by Rich Clusters of Galaxies”, Monthly Notices of the Royal Astronomical Society 269